# Park City (Kentucky)
Park City – miasto w Stanach Zjednoczonych, w stanie Kentucky, w hrabstwie Barren.